# Bisdom Bafang

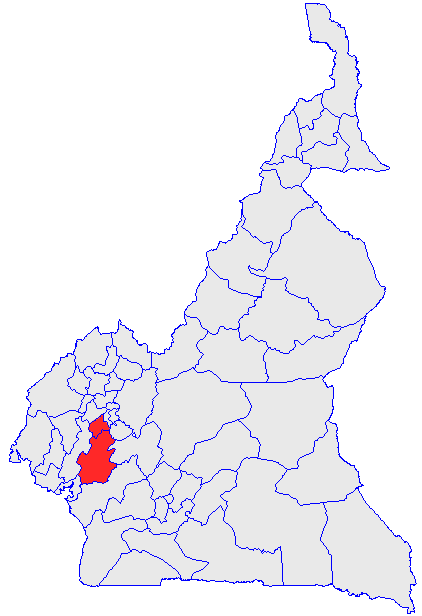
Het bisdom Bafang (rood) binnen Kameroen

Het bisdom Bafang (Latijn: Dioecesis Bafangensis) is een rooms-katholiek bisdom met als zetel Bafang in Kameroen. Het bisdom is suffragaan aan het aartsbisdom Douala en werd opgericht in 2012. Hoofdkerk is de kathedraal Coeur-Immaculé de Marie.
In 2018 telde het bisdom 39 parochies. Het bisdom heeft een oppervlakte van 7.229 km2 en omvat de departementen Nkam (regio Ouest) en Haut-Nkam (regio Littoral). Het bisdom telde in 2018 400.000 inwoners waarvan 43,1% rooms-katholiek was.

## Bisschoppen
- Abraham Boualo Kome (2012-)